# Józef Huczek
Józef Jan Huczek (* 16. März 1936 in Bielsko-Biała; † 3. Januar 1972 in Szczyrk) war ein polnischer Skispringer.

## Werdegang
Huczek, der für den Verein Legia Zakopane startete, gab sein internationales Debüt bei den Olympischen Winterspielen 1956 in Cortina d’Ampezzo. Dabei erreichte er im Springen von der Normalschanze punktgleich mit Otto Leodolter und Koba Zakadse den 30. Platz. Im Dezember startete Huczek bei der Vierschanzentournee 1956/57 und erreichte dabei mit Platz 13 auf der Schattenbergschanze in Oberstdorf bereits in seinem ersten Springen das beste Einzelresultat seiner Karriere. Da er bei den weiteren Springen dieses gute Resultat nicht wiederholen konnte, erreichte er am Ende nur Rang 46 der Tournee-Gesamtwertung. Auch ein Jahr später schaffte er nicht den Sprung in die Weltspitze. Nach nur zwei gesprungenen Wettbewerben erreichte er Rang 45 der Gesamtwertung.

## Erfolge

### Vierschanzentournee-Platzierungen
| Saison  | Platz | Punkte |
| ------- | ----- | ------ |
| 1956/57 | 46.   | 398,4  |
| 1957/58 | 45.   | 375,8  |